# Freak It!
「Freak It!」（フリーク・イット）は、MAN WITH A MISSIONの楽曲で、東京スカパラダイスオーケストラとのコラボレーション曲である。2018年2月2日にSony Music Records (Sony Music Labels)から配信された。

## 概要
- 前作『My Hero/Find You』から約3ヶ月振りのリリース。
- 表題曲は、テレビ東京系ドラマ25『MASKMEN』オープニングテーマ[2]であり、JFL「FOR THE NEXT」キャンペーンソング[3]であり、スーパーラグビー ヒト・コミュニケーションズ「サンウルブズ」2018年公式テーマソング[4]である。
- 同曲には、東京スカパラダイスオーケストラのNARGO、北原雅彦、GAMO、谷中敦、沖祐市、大森はじめが参加と報じられたが[1]、MVには同じく東京スカパラダイスオーケストラの加藤隆志も参加し、さらにジャケットイラストには川上つよしと茂木欣一も含めた東京スカパラダイスオーケストラのフルメンバーが描かれている。

## 収録曲
1. Freak It! feat.東京スカパラダイスオーケストラ
作詞：Kamikaze Boy, Jean-Ken Johnny / 作曲：Kamikaze Boy / 編曲：MAN WITH A MISSION, 大島こうすけ, 北原雅彦
  - テレビ東京系ドラマ25『MASKMEN』オープニングテーマ
  - JFL「FOR THE NEXT」キャンペーンソング
  - スーパーラグビー ヒト・コミュニケーションズ「サンウルブズ」2018年公式テーマソング